# Alvin Ceccoli
Alvin Ceccoli (Sydney, 1974. augusztus 5. –) ausztrál válogatott labdarúgó.
Aa ausztrál válogatott tagjaként részt vett az 1998-as OFC-nemzetek kupája.

## Statisztika
| Ausztrál válogatott | Ausztrál válogatott | Ausztrál válogatott |
| Időszak             | Mérk.               | gól                 |
| ------------------- | ------------------- | ------------------- |
| 1998                | 4                   | 1                   |
| 1999                | 0                   | 0                   |
| 2000                | 0                   | 0                   |
| 2001                | 0                   | 0                   |
| 2002                | 0                   | 0                   |
| 2003                | 0                   | 0                   |
| 2004                | 0                   | 0                   |
| 2005                | 0                   | 0                   |
| 2006                | 2                   | 0                   |
| Összesen            | 6                   | 1                   |